# Joncharivka (Bíljorod-Dnistrovski)
Joncharivka (en ucraniano: Гончарівкаv) es un pueblo ucraniano perteneciente al óblast de Odesa. Situado en el suroeste del país, es parte del raión de Bíljorod-Dnistrovski y del municipio (hromada) de Starokozache.

## Toponimia
El nombre del asentamiento en otros idiomas de importancia en el asentamiento es también Goncharovka (en ruso: Гончаровка). Hasta 1945, el pueblo se llamaba Chelmekchiya (en ruso: Челмекчия; en rumano: Celmeccia).  

## Historia
Chelmekchiya fue entregada a la Unión Soviética con el pacto Ribbentrop-Mólotov. En 1945, por decreto de la RSS de Ucrania, el pueblo de Chelmekchiya pasó a llamarse Joncharivka. 

## Demografía
La evolución de la población de Joncharivka entre 1989 y 2001 fue la siguiente:
| 246                                                           | 213 |
| (Fuente: Cities & Towns of Ukraine y UKRAINE: Größere Städte) |     |

Según el censo de 2001, la lengua materna de la mayoría de los habitantes, el 75,12%, es el ucraniano; del 15,49%, el rumano; del 7,51%, el ruso; y el búlgaro, del 1,88%.